# هدوبارد

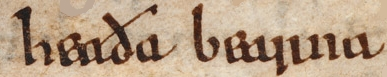
اشاره به هدوبارد در بیوولف

هدوبارد (به انگلیسی باستان: Heaðubeardan، ساکسونی باستان: Headubarden، "ریش جنگی") احتمالاً شاخه ای از لانگباردها بودند، و نام آنها ممکن است برداشتی از نام Bardengau در نیدرزاکسن آلمان باشد.
آنها هم در بیوولف و هم در Widsith ذکر شده‌اند و به دشمنی با دانمارکی می‌پردازند.
با این حال، در سنت اسکاندیناوی، ظاهراً هدوباردها فراموش شده بودند و در عوض این درگیری به عنوان یک دشمنی خانوادگی، به درگیری با ساکسون‌ها می‌پردازند و سپس دانمارکی‌ها جای هدوباردها را می‌گیرند.

## بیوولف
در بیوولف، هدوباردها درگیر جنگ با دانمارکی‌ها هستند. وقتی بیوولف ماجراجویی خود در دانمارک را برای پادشاهش هیگلاک گزارش می‌دهد، او اشاره می‌کند که هرودگار دختری به نام فریوارو داشت. از آنجا که فرودا توسط دانمارکی‌ها کشته شده بود، هرودگار را برای ازدواج با اینگلد فرستاد تا به جنگ و دشمنی پایان دهد. یک جنگجوی پیر از هدوبارد خواست تا انتقام بگیرند، و بیوولف به هیگلاک گفت که پیش‌بینی می‌کند که اینگلد علیه پدرشوهرش هرودگار شورش خواهد کرد. در نسخه‌ای که در وقایع نگاری دانمارکی گستا دانوروم آمده‌است جنگجوی پیر به‌عنوان استارکاد ظاهر می‌شود، و او موفق شد اینگلد را مجبور به طلاق دادن همسرش کند و او را علیه خانواده‌اش برانگیزد. پیش از این در شعر بیوولف، شاعر به ما می‌گوید که سالن هیروت که در نهایت در اثر آتش‌سوزی نابود شد، به نقل قول (ترجمه گومر) مراجعه کنید:
| Sele hlīfade hēah and horn-gēap: heaðo-wylma bād, lāðan līges; ne wæs hit lenge þā gēn þæt se ecg-hete āðum-swerian æfter wæl-nīðe wæcnan scolde. | ....there towered the hall, high, gabled wide, the hot surge waiting of furious flame. Nor far was that day when father and son-in-law stood in feud for warfare and hatred that woke again. |  |

بنظر می‌رسد که جنگ جدید با اینگلد سبب به آتش کشیده شدن سالن هیروت می‌شود، اما شعر این دو رویداد را از هم جدا می‌کند (ne wæs hit lenge þā به معنای «nor far way was that day when» به ترجمه گومر).

## Widsith
در حالی که بیوولف هرگز به نتیجه نبرد با اینگلد نمی‌پردازد، شعر قدیمی تر Widsith به شکست هرودگار و هرودولف بر هیاوباردها در هیروت اشاره می‌کند:
| Hroþwulf ond Hroðgar heoldon lengest sibbe ætsomne suhtorfædran, siþþan hy forwræcon wicinga cynn ond Ingeldes ord forbigdan, forheowan æt Heorote Heaðobeardna þrym. | Hroðulf and Hroðgar held the longest peace together, uncle and nephew, since they repulsed the Viking-kin hewn at Heorot Heaðobards' fame. and Ingeld to the spear-point made bow, |  |